# Chris Horsman
Pour les articles homonymes, voir Horsman.
Pas d'image ? Cliquez ici

a Compétitions nationales et continentales officielles uniquement.

b Matchs officiels uniquement.
Dernière mise à jour le 10 novembre 2021.
Christopher Leslie Horsman, plus simplement connu sous le nom de Chris Horsman, est un joueur gallois de rugby à XV, né le 2 février 1977 à Newport Pagnell (Angleterre), qui joue avec l'équipe du Pays de Galles entre 2005 et 2007, évoluant au poste de pilier (1,90 m pour 110 kg). 

## Carrière

### En club
- Bath Rugby 1997-2002
- Bridgend RFC 2002-2003
- Celtic Warriors 2003-2004
- Worcester 2004-2009

### En équipe nationale
Il a eu sa première cape internationale le 5 novembre 2005 à l’occasion d’un match contre l'Équipe de Nouvelle-Zélande de rugby à XV .

## Sélection nationale
- 14 sélections avec l'Équipe du Pays de Galles de rugby à XV
- Sélections par année : 4 en 2005, 1 en 2006, 9 en 2007
- Participation à la Coupe du monde 2007 (2 matchs)